# مجزرة القرارة (17 نوفمبر 2023)
مجزرة القرارة (17 نوفمبر 2023) هي مجزرةٌ ارتكبها سلاح الجوّ الإسرائيلي حينما أغارَ على بلدة القرارة في خان يونس. وخلال يوم الجمعة الموافق 17 نوفمبر 2023 قام سلاح الجو بشن سلسلة غارات على بلدة القرارة، واستهدفت هذه الغارات منازل سكنية متجاورة مما أدى إلى استشهاد عدد كبير من ساكني هذه المنازل. هذه المجزرة من ضمن عدة مجازر وقعت خلال عملية طوفان الأقصى. تسبّبت هذه المجزرة الإسرائيليّة والتي استهدفت بلدة القرارة إلى استشهاد أكثر من 14 شهيداً.

## خلفية الحدث
في ساعاتِ الصباح الأولى من يوم السابع من أكتوبر 2023 أطلقت حركة المقاومة الإسلامية حماس عبر ذراعها العسكري كتائب الشهيد عز الدين القسام عملية طوفان الأقصى وذلك ردًا على الاعتداءات الإسرائيلية وتدنيس الأقصى والاستمرار في الاستيطان، كما أكّد على ذلك محمد الضيف القائد العام للقسّام والذي أعطى إشارة انطلاق العمليّة التي شهدت اقتحامًا من المقاومين لمستوطنات غلاف غزة ونجحوا في قتلِ عدد كبيرٍ من الجنود الإسرائيلين، وأسر عشرات آخرين كما استطاعوا خلال ساعات قطع عشرات الكيلومترات ووصلوا لمستوطنات أبعد من تلك المحيطة والقريبة من قطاع غزة.
استمرَّت الاشتباكات بين الجيش الإسرائيلي وبين المقاومين في عديد من المستوطنات وعلى رأسها مستوطنة سديروت. الرد الإسرائيلي على هذه العمليّة جاء من خلال شنّ سلاح الجو الإسرائيلي عشرات الغارات العشوائيّة على القطاع متسبّبة في مقتل عشرات المدنيين وتدمير البنية التحتية لمدن القطاع، ليصل حد فرض إغلاق شامل وقطع متعمد لكل الخدمات من ماء وكهرباء وغاز، وهو ما هدَّد حياة أكثر من مليونَي فلسطيني يعيشُ داخل القطاع الذي يُعاني أصلًا من تبعات الحصار الخانق عليهم منذ ستة عشر عاماً.
وفي مساء يوم 27 أكتوبر/تشرين الأول، أعلن جيش الاحتلال الإسرائيلي بدء الهجوم بري على قطاع غزة من خلال بدء التوغل في بلدة بيت حانون ومخيم البريج. حدث الهجوم وسط سلسلة من الغارات الجوية الإسرائيلية واسعة النطاق التي أدت إلى قطع الاتصالات المتنقلة والوصول إلى الإنترنت في غزة.

## الضحايا
1. رنيم فتحي أحمد ابو زناد
2. رفيف علاء لبيب الطباطيبي
3. عمر لبيب محمد الطباطيبي
4. عبد الرحمن لبيب الطباطيبي
5. دعاء لبيب الطباطيبي
6. علاء لبيب الطباطيبي
7. علي لبيب الطباطيبي
8. ناريمان حامد محجوب
9. ماريا خليل أبو هاشم
10. مسلة خليل أبو هاشم
11. ميار أحمد أبو حصيرة
12. ناريمان عمر الطباطيبي
13. تسنيم عيسى هنية
14. كفاح إسماعيل الترتوري